# HD43226
HD43226 — хімічно пекулярна зоря спектрального класу A0, що має видиму зоряну величину в смузі V приблизно  9,0.
Вона  розташована на відстані близько 1022,4 світлових років від Сонця.

## Пекулярний хімічний вміст
Зоряна атмосфера HD43226 має підвищений вміст 
Eu
.